# Jaime Suaza
Suaza  López est un nom espagnol. Le premier nom de famille, en général paternel, est Suaza ; le second, en général maternel, souvent omis, est López.
Jaime Gustavo Suaza López (né le 25 septembre 1986) est un coureur cycliste colombien.

## Palmarès sur route
- 2003
  -  Champion de Colombie du contre-la-montre juniors
- 2008
  -  Champion panaméricain du contre-la-montre espoirs
- 2010
  - Prologue de la Vuelta al Valle del Cauca (contre-la-montre par équipes)
  - 1re étape du Clásico RCN (contre-la-montre par équipes)
- 2011
  - 4e étape de la Clásica de El Carmen de Viboral
- 2012
  - 3e du contre-la-montre des Juegos Deportivos Nacionales[n 1]
- 2013
  - 3e du championnat de Colombie du contre-la-montre

## Classements mondiaux
| Année            | 2008 | 2009 | 2010 | 2011 | 2012 | 2013 | 2014 | 2015 |
| ---------------- | ---- | ---- | ---- | ---- | ---- | ---- | ---- | ---- |
| UCI America Tour | 300e | nc   | nc   | nc   | 206e |      |      | 489e |

## Palmarès sur piste

### Championnats panaméricains
- Montevideo 2008
  -  Champion panaméricain de poursuite par équipes (avec Edwin Ávila, Weimar Roldán et Carlos Urán)
  -  Médaillé de bronze de la poursuite individuelle
- Mexico 2009
  -  Champion panaméricain de poursuite par équipes (avec Jairo Pérez, John Fredy Parra et Juan Pablo Suárez)
  -  Médaillé de bronze de la poursuite individuelle

### Championnats de Colombie
- Cali 2008
  -  Médaillé d'or de la poursuite par équipes des XVIII Juegos Deportivos Nacionales (avec Arles Castro, Juan Esteban Arango et Weimar Roldán)[7].
- Barranquilla 2009
  -  Médaillé d'argent de la poursuite par équipes (avec Stiber Ortiz, Weimar Roldán et Jairo Salas)[8].
  -  Médaillé de bronze de la poursuite individuelle[9].
- Medellín 2010
  -  Champion de Colombie de poursuite par équipes (avec Arles Castro, Juan Esteban Arango et Weimar Roldán)[10].